# Słodkie zmartwienia
Słodkie zmartwienia (ang. Clueless) – amerykański serial komediowo-obyczajowy, emitowany w latach 1996 do 1999; w Polsce od 2001, a ponownie w 2008. Powstał on z inspiracji filmem Clueless z 1995 roku.

## Obsada
| Aktor            | Rola w serialu         |
| ---------------- | ---------------------- |
| Rachel Blanchard | Cher Horowitz          |
| Michael Lerner   | Mel Horowitz           |
| Stacey Dash      | Dionne Marie Davenport |
| Elisa Donovan    | Amber Princess Mariens |
| Donald Faison    | Murray Lawrence Duvall |
| Sean Holland     | Sean Eugene Holiday    |
| Wallace Shawn    | Mr. Alphonse Hall      |
| David Lascher    | Josh Lucas             |
| Danny Strong     | Marshall Gasner        |
| Twink Caplan     | Miss Geist             |
| Heather Gottlieb | Tai Frasier            |
| Julie Brown      | Trener Millie Deemer   |
| Doug Sheehan     | Mel Horowitz #2        |

## Fabuła
Serial opowiada o perypetiach nastoletniej Cher Horowitz oraz jej przyjaciół. Wiodą oni beztroskie życie w Beverly Hills. W serialu ich często błahe problemy przedstawione są w sposób bardzo humorystyczny i kolorowy. Uczęszczają oni do jednej szkoły i mają wspólne rozterki życiowe.
Ulubionym zajęciem Cher jak i jej koleżanek Dionne oraz Amber są zakupy w bardzo drogich butikach. Cher, główna bohaterka a zarazem narratorka, to córka adwokata Mela Horowitza, mieszkająca w luksusowej rezydencji w Beverly Hills. Jest marzycielką, przeżywa wiele nieszczęśliwych miłości, a także ciągle marzy o księciu z bajki. Jej największa pasją jest moda – zawsze zna się na światowych trendach, uchodzi za ekspertkę w sprawach życia towarzyskiego i randek, jest bardzo lubiana i powszechnie ceniona w swojej szkole. Dionne jest najlepszą przyjaciółką Cher, powiernicą jej sekretów. Razem z Murrayem tworzą parę, którą zna cała szkoła. Mimo tego, że czasem dochodzi między nimi do sprzeczek i nieporozumień, bardzo się kochają. Amber to rudowłosa ekscentryczka, szalona dziewczyna, która lubi się wyróżniać. Ma swój własny styl i za wszelką cenę chce dorównać Cher popularnością. Murray wyznacza trendy w modzie męskiej w szkole, a razem ze swoim przyjacielem Seanem tworzą zgraną paczkę. Bardzo często wpadają na szalone i jakże głupie pomysły.
W serialu uosobieniem rozsądku i spokoju jest ojciec Cher – Mel Horowitz, znany i ceniony adwokat, oraz jej przyrodni brat Josh. Z pewnością królową życia szkolnego jest Cher, ale również Dionne i Amber potrafią zwrócić na siebie uwagę i dobrze się przy tym bawić.

## Lista Odcinków
Serial liczy sobie 3 serie, w których skład wchodzi 62 odcinki.
| Sezon 1     | Sezon 2    | Sezon 3    | Razem      |
| ----------- | ---------- | ---------- | ---------- |
| 18 odcinków | 22 odcinki | 22 odcinki | 62 odcinki |

Sezon 1:1996-1997
| Numer Odcinka | Tytuł                                        | Data Premiery        |
| ------------- | -------------------------------------------- | -------------------- |
| 1             | As If a Girl's Reach Should Exceed Her Grasp | 20 września 1996     |
| 2             | To Party or Not to Party                     | 27 września 1996     |
| 3             | City Beautification                          | 4 października 1996  |
| 4             | Do We with Bad Haircuts Not Feel?            | 11 października 1996 |
| 5             | We Shall Overpack                            | 18 października 1996 |
| 6             | Making Up is Hard to Do                      | 25 października 1996 |
| 7             | Don't Stand So Close to Me                   | 1 listopada 1996     |
| 8             | Kiss Me Kip                                  | 8 listopada 1996     |
| 9             | I Got You Babe                               | 15 listopada 1996    |
| 10            | Driving Me Crazy                             | 22 listopada 1996    |
| 11            | Romeo & Cher                                 | 13 grudnia 1996      |
| 12            | Cher, Inc.                                   | 20 grudnia 1996      |
| 13            | Fixing Up Daddy                              | 3 stycznia 1997      |
| 14            | The Party's Over                             | 10 stycznia 1997     |
| 15            | I'm In With the Out Crowd                    | 24 stycznia 1997     |
| 16            | All Teed Off                                 | 31 stycznia 1997     |
| 17            | Mr. Wright                                   | 7 lutego 1997        |
| 18            | Secrets & Lies                               | 14 lutego 1997       |

Sezon 2: 1997-1998
| Numer Odcinka | Tytuł                   | Data Premiery        |
| ------------- | ----------------------- | -------------------- |
| 19            | Back to School          | 23 września 1997     |
| 20            | Salsa, Chlorine & Tears | 30 września 1997     |
| 21            | Suddenly Stupid         | 7 października 1997  |
| 22            | Sharing Cher            | 14 października 1997 |
| 23            | Chick Fight Tonight     | 21 października 1997 |
| 24            | Trick or Treat          | 28 października 1997 |
| 25            | Homecoming Queen        | 4 listopada 1997     |
| 26            | Shop 'Til You Drop      | 11 listopada 1997    |
| 27            | The Intruder            | 18 listopada 1997    |
| 28            | Intruder Spawn          | 25 listopada 1997    |
| 29            | Valley of the Malls     | 9 grudnia 1997       |
| 30            | A Very P.C. Holiday     | 16 grudnia 1997      |
| 31            | Labor of Love           | 13 stycznia 1998     |
| 32            | Dance Fever             | 3 lutego 1998        |
| 33            | In Boyfriend We Trust   | 24 lutego 1998       |
| 34            | The Joint               | 3 marca 1998         |
| 35            | Life is a Beach         | 17 marca 1998        |
| 36            | P.G. Seventeen          | 14 kwietnia 1998     |
| 37            | Let's Stay Together     | 28 kwietnia 1998     |
| 38            | Friends                 | 5 maja 1998          |
| 39            | Sean's Video            | 12 maja 1998         |
| 40            | Cashless                | 19 maja 1998         |

Sezon 3: 1998-1999
| Numer Odcinka | Tytuł                                        | Data Premiery        |
| ------------- | -------------------------------------------- | -------------------- |
| 41            | Bakersfield Blues                            | 6 października 1998  |
| 42            | Back From Bakersfield                        | 13 października 1998 |
| 43            | Model Smoker                                 | 20 października 1998 |
| 44            | Scream Murray, Scream! (Part I)              | 27 października 1998 |
| 45            | Scream Again Murray, Scream Again! (Part II) | 3 listopada 1998     |
| 46            | Cher and Cher Alike                          | 10 listopada 1998    |
| 47            | Father's Keeper                              | 17 listopada 1998    |
| 48            | Never P.E.T.A. Squirrel                      | 24 listopada 1998    |
| 49            | Our Lady of Rodeo Drive                      | 15 grudnia 1998      |
| 50            | Nice Girls Finish Last                       | 19 stycznia 1999     |
| 51            | Mercy Date                                   | 26 stycznia 1999     |
| 52            | Child Bride                                  | 9 lutego 1999        |
| 53            | Popularity                                   | 16 lutego 1999       |
| 54            | My Best Friend's Boyfriend                   | 23 lutego 1999       |
| 55            | None for the Road                            | 2 marca 1999         |
| 56            | Cher's Weekend at Bernie's                   | 20 kwietnia 1999     |
| 57            | Parent Trap                                  | 20 kwietnia 1999     |
| 58            | Big Sissies                                  | 27 kwietnia 1999     |
| 59            | A Test of Character                          | 4 maja 1999          |
| 60            | Prom Misses, Prom Misses                     | 11 maja 1999         |
| 61            | Graduation                                   | 18 maja 1999         |
| 62            | All Night Senior Party                       | 25 maja 1999         |